# 黃濟 (成化進士)
黃濟（1454年—？），字翊時，江西撫州府臨川縣人，校尉籍，明朝政治人物。

## 生平
江西鄉試第十九名舉人。成化二十三年（1487年）中式丁未科會試第二百八十四名，三甲第三十七名進士。

## 家族
曾祖黃伯呈；祖父黃迪剛；父黃鐸，母王氏。具庆下。